# 수비 (스포츠)

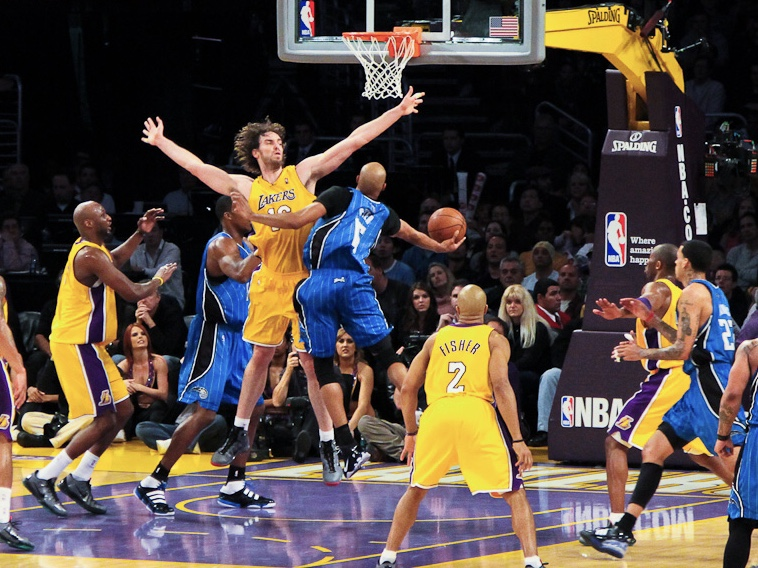
파우 가솔(노란색, 팔을 뻗은 모습)은 상대 빈스 카터(파란색, 공을 잡고 있는 모습)가 레이업으로 득점을 시도하는 동안 바구니를 보호하며 농구 경기에서 수비를 하고 있다.

많은 단체 스포츠에서 수비 또는 디펜스(defense)는 상대편의 득점을 막는 행위를 의미한다. 이 용어는 수비에 관련된 전술이나 수비를 주 임무로 하는 하위 팀을 지칭하기도 한다. 마찬가지로, 수비수 또는 디펜더는 일반적으로 상대팀 공격수가 아군 골키퍼나 골텐더에게 직접 접근하지 못하도록 막는 역할을 하는 선수이다. 이러한 포지션은 축구, 아이스하키, 수구 등 여러 스포츠에 존재한다.

## 같이 보기
- 골키퍼
- 골텐더
- 대인방어
- 수비수